# Mammillaria luethyi
Mammillaria luethyi es una especie  perteneciente a la familia Cactaceae. Es endémico de Coahuila de Zaragoza en México. Su hábitat natural son los áridos desiertos. Está tratada en peligro de extinción por pérdida de hábitat. 

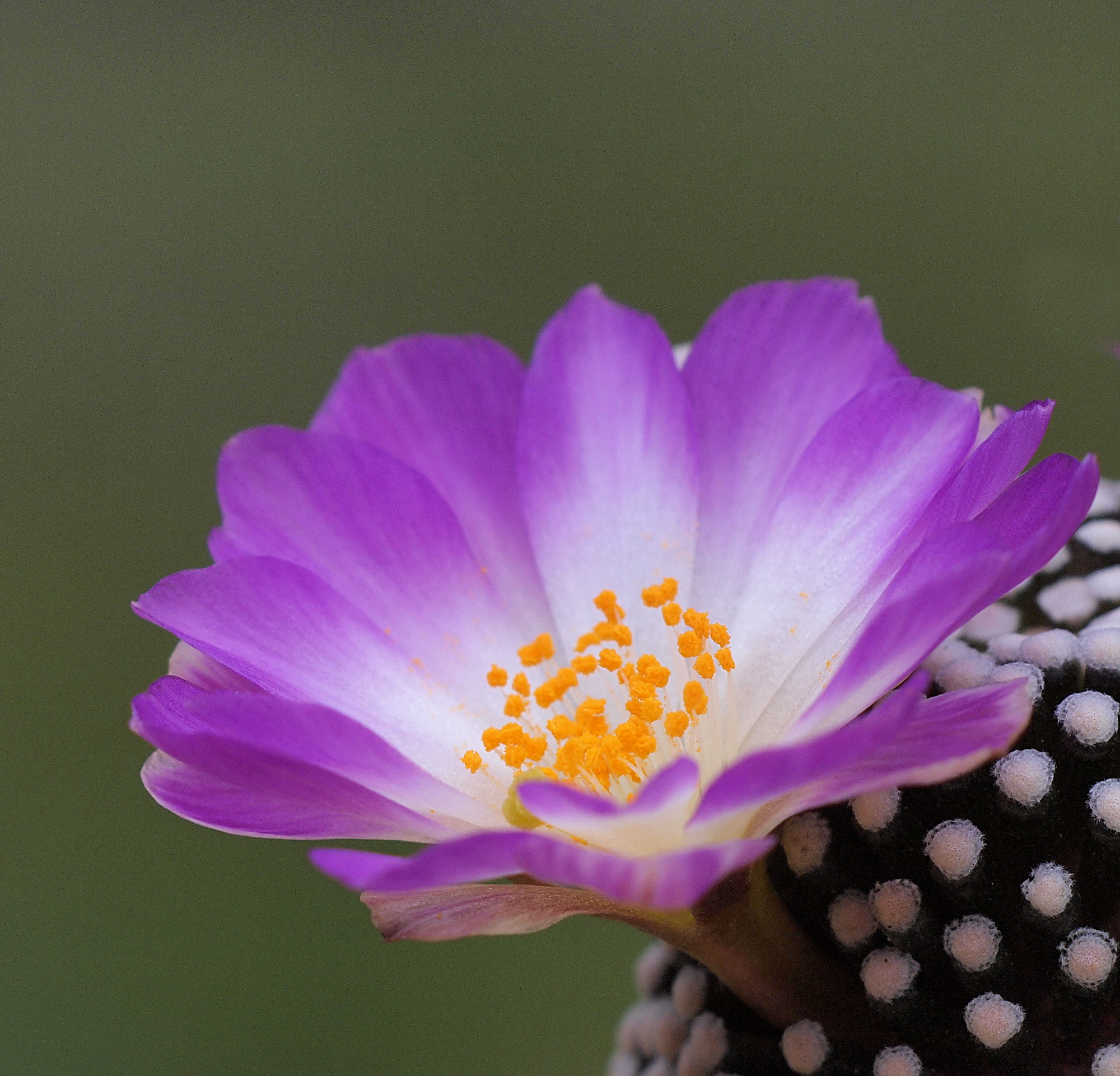
Flor

## Descripción
Es una planta perenne carnosa y globosa con las hojas transformadas en espinas, de color verde y con las flores de color púrpura y rojo. 

## Taxonomía
Mammillaria luethyi fue descrita por G.S.Hinton y publicado en Phytologia 80(1): 58–61. 1996.
Etimología
Mammillaria: nombre genérico que fue descrita por vez primera por Carolus Linnaeus como Cactus mammillaris en 1753, nombre derivado del latín mammilla = tubérculo, en alusión a los tubérculos que son una de las características del género.
luethyi: epíteto otorgado en honor del botánico Jonas Martin Lüthy.